# Єнбекші (Шуський район)
Єнбекші́ (каз. Еңбекші) — село у складі Шуського району Жамбильської області Казахстану. Входить до складу Єскішуський сільського округу.
Населення — 599 осіб (2021; 648 у 2009, 702 у 1999, 690 у 1989).